# 莫希利夫-波迪利斯基市镇
莫希利夫-波迪利斯基市级市镇（烏克蘭語：Могилів-Подільська міська громада），是乌克兰文尼察州莫希利夫-波迪利斯基区的一个市镇，行政中心为莫希利夫-波迪利斯基。市镇面积为371.0平方公里，人口数量为43,159人（2020年）。

## 居民点
该市镇包括一个城市（莫希利夫-波迪利斯基）、3个镇和22个村庄。
部分村庄列表：
- 布龍尼察
- 沃耶沃欽齊
- 赫里霍里夫卡
- 赫鲁什卡
- 伊沃尼夫卡
- 卡爾皮夫卡
- 內米亞
- 奧扎林齊
- 奥莱尼夫卡
- 彼得里夫卡
- 皮利佩
- 薩德基
- 薩德基夫齊
- 塞雷布里亚
- 斯卡津齊
- 斯洛博達-什雷什科韋茨卡
- 蘇博蒂夫卡
- 什雷什基夫齊
- 亚鲁哈